# Hrabstwo Lewis (Tennessee)
Hrabstwo Lewis (ang. Lewis County) – hrabstwo w stanie Tennessee w Stanach Zjednoczonych. Obszar całkowity hrabstwa obejmuje powierzchnię 282,48 mil² (731,62 km²). Według szacunków United States Census Bureau w roku 2009 miało 11 521 mieszkańców.
Hrabstwo powstało w 1843 roku.

## Miasta
- Hohenwald[4]

| Populacja hrabstwa w poprzednich latach | Populacja hrabstwa w poprzednich latach |
| Rok                                     | Liczba ludności                         |
| --------------------------------------- | --------------------------------------- |
| 1980                                    | 8756                                    |
| 1990                                    | 9247                                    |
| 2000                                    | 11 367                                  |
| 2005                                    | 11 435                                  |